# Kalanchak (Jersón)
Kalanchak (en ucraniano: Каланчак; en ruso: Каланчак) es un pueblo ucraniano perteneciente al óblast de Jersón.Situada en el sur del país, forma parte del raión de Skadovsk y del municipio (hromada) de Kalanchak.
El pueblo se encuentra ocupado por Rusia desde febrero de 2022 en el marco de la invasión rusa de Ucrania.

## Geografía
Kalanchak está a 40 km al noreste de Skadovsk, 80 al sureste de Jersón y 40 al noreste de Yañi Kapi/Armiansk en Crimea. 

## Historia
En la segunda mitad del siglo XVI cerca de la actual Kalanchak, tuvo lugar una escaramuza entre el ejército cosaco dirigido por Bohdan Ruzhinsky y los tártaros dirigidos por Devlet-Girey. La batalla terminó con la victoria de los cosacos y los tártaros derrotados se retiraron. Ruzhinsky, habiendo cortado parte del grupo en retirada, los condujo al estuario de Kalanchak. En el momento decisivo, introdujo una reserva de caballería en la batalla y destruyó a los chambul que estaban presionados en la bahía, impidiendo que el kan acudiera en su ayuda.
El asentamiento fue fundado en 1794 como hogar para los participantes exiliados en el levantamiento de Turbai.
A principios del siglo XX Las primeras empresas industriales para el procesamiento de productos agrícolas comenzaron a aparecer en Kalanchak. Durante 1899-1913, aparecieron en el pueblo cinco molinos de vapor y dos molinos de aceite. Había 2 fábricas de ladrillos que también producían tejas.
En enero de 1918 se estableció la autoridad soviética en Kalanchak y el 5 de mayo de 1931 se fundó el periódico "Slava Pratsy", que todavía se publica en la actualidad. Kalanchak ha sido el centro del raión del mismo nombre desde 1939 y ha tenido el estatus de asentamiento de tipo urbano desde 1967. 
Durante la Segunda Guerra Mundial, el pueblo fue ocupado por tropas alemanas del 11 de septiembre de 1941 al 2 de noviembre de 1943. A 1 km del pueblo (en el territorio de la granja estatal que lleva el nombre de Budyonny) se creó un campo de concentración alemán. Aproximadamente 2000 soldados de Kalanchak participaron en las hostilidades, de los cuales murieron 1549 personas.
Tras la anexión de Crimea por parte de Rusia, en marzo de 2014, se equipó el puesto de control de Kalanchak del Servicio Estatal de Guardia de Fronteras de Ucrania en la autopista E97.
Hasta el 18 de julio de 2020, Kalanchak era el centro del raión de Kalanchak. Ambos se abolieron en julio de 2020 como parte de la reforma administrativa de Ucrania, que redujo el número de rayones del óblast de Jersón a cinco. El área del raión de Kalanchak se fusionó con el raión de Skadovsk. En 2023, Kalanchak perdió el estatus de asentamiento de tipo urbano debido a la eliminación de este estatus administrativo.
Kalanchak se convirtió en el sitio del primer ataque a Ucrania durante la invasión rusa de Ucrania en 2022, cuando los soldados rusos atacaron un puesto de avanzada en la ciudad. Sin embargo, en los primeros días de la ocupación se llevaron a cabo mítines contra el régimen ruso.

## Demografía
La evolución de la población de Kalanchak entre 1923 y 2022 fue la siguiente:
| 4100                                                          | 5770 | 7619 | 9924 | 11 302 | 11 085 | 9518 | 9319 | 9224 | 8977 |
| (Fuente: Cities & Towns of Ukraine y UKRAINE: Größere Städte) |      |      |      |        |        |      |      |      |      |

## Infraestructura

### Transporte
El asentamiento tiene acceso a la autopista M17, que va hacia el norte hasta Jersón y hacia el sur hasta la frontera con Crimea (ruta europea E97). La estación de tren de Kalanchak está ubicada en Mirne (aproximadamente a 10 kilómetros al este), en la línea que solía conectar Jersón con Dzhankói; sin embargo, después de la anexión rusa de Crimea en 2014, los trenes solo llegan hasta Vadim, cerca de la frontera con Crimea.